# Ніколаєвка (Темниковський район)
Нікола́євка (рос. Николаевка, ерз. Николаевка) — присілок у складі Темниковського району Мордовії, Росія. Входить до складу Бабеєвського сільського поселення.
Населення — 7 осіб (2010; 13 у 2002).
Національний склад (станом на 2002 рік):
- росіяни — 77 %